# Vermicella intermedia
Vermicella intermedia là một loài rắn trong họ Rắn hổ. Loài này được Keogh & Smith miêu tả khoa học đầu tiên năm 1996.